# Guido Görtzen
Guido Görtzen (* 9. November 1970 in Heerlen) ist ein ehemaliger niederländischer Volleyballspieler.
Guido Görtzen begann mit dem Volleyball beim heimischen Verein VCL Geevers und später bei Nashua Geldrop und Alcom Capelle, mit dem er 1995 den Niederländischen Pokal gewann. Danach wechselte der Außenangreifer und Abwehrspezialist nach Italien zu Gabeca Montichiari. Nach drei Jahren in Japan bei den Panasonic Panthers kehrte er in die italienische Liga zurück und gewann mit Pallavolo Modena 2002 die Meisterschaft. Anschließend spielte er zwei Jahre beim Ligakonkurrenten Perugia Volley. Von 2004 bis 2006 war Guido Görtzen in Russland bei Iskra Odinzowo aktiv. Danach spielte er wieder in seiner Heimat und wurde mit Ortec Rotterdam Nesselande erneut Niederländischer Pokalsieger. In seiner letzten aktiven Saison 2007/08 spielte Guido Görtzen beim Moerser SC in der deutschen Bundesliga.
Guido Görtzen spielte 425 Mal für die niederländische Nationalmannschaft. Er nahm an drei Olympischen Spielen teil und gewann 1996 in Atlanta die Goldmedaille. Weitere Glanzpunkte waren der Gewinn der Weltliga 1996 und der Sieg bei der Europameisterschaft 1997 im eigenen Land. 